# Eugenia macrocalyx
Eugenia macrocalyx là một loài thực vật có hoa trong Họ Đào kim nương. Loài này được Mart. ex B.D.Jacks. mô tả khoa học đầu tiên năm 1893.